# Liga de Desarrollo FebaChile 2025
La Temporada 2025 de la Liga de Desarrollo FebaChile (Liga de Desarrollo Meet Sports 2025 por motivos de patrocinio) será la séptima edición de la competición de tercer nivel del básquetbol chileno.
El torneo comenzará durante el mes de agosto del 2025 en el cual participarán 46 clubes del país que deben estar federados en una de las 36 asociaciones que cuenta la Federación de Básquetbol de Chile y la selección de básquetbol U17 de Chile.
Para la presente edición los clubes deben ser U21, anteriormente la categoría podía ser disputada por jugadores de hasta 23 años.

## Sistema de Campeonato

### Fase 1
Los 47 clubes serán divididos en 12 grupos (A-L) y disputarán la fase bajo la modalidad de todos contra todos con partidos de ida y vuelta. La conformación de los grupos será determinada por cercanía geográfica y estará integrado por 3, 4 o 5 clubes.

### Fase 2
Clasifican los 47 clubes participantes que se posicionen del 1er al 4to lugar de sus grupos. Estos se enfrentan en la modalidad de eliminación directa al mejor de 3 partidos. Los 24 clubes vencedores clasifican a fase 3.

### Fase 3
Los 24 clubes clasificados se enfrentan en formato de eliminación directa al mejor de 3 partidos para avanzar de fase.

### Fase 4
Está conformada por los 12 clubes clasificados y se disputa en formato de eliminación directa al mejor de 3 partidos para avanzar a la fase 5.

### Fase 5
Fase previa al cuadrangular final que se disputa en formato de eliminación directa al mejor de 3 partidos. Clasifican los ganadores de las 3 llaves y el mejor perdedor.

### Cuadrangular Final
Fase final de la Liga de Desarrollo que se disputa en formato todos contra todos en 2 días y que corona al club con mejor rendimiento entre los 4 equipos clasificados.

## Equipos participantes
| \| Equipo \| Región \| Comuna o ciudad \| \| ------------------------------ \| ------------- \| ------------------- \| \| CD Lorenzo Pardo \| Tarapacá \| Iquique \| \| CD Hrvatski Sokol \| Antofagasta \| Antofagasta \| \| CD San Francisco \| Antofagasta \| Antofagasta \| \| CA Batallón de Atacama \| Atacama \| Copiapó \| \| CD Illapel Básquetbol \| Coquimbo \| Illapel \| \| CD Shark´s \| Coquimbo \| La Serena \| \| CD Lobos \| Coquimbo \| Coquimbo \| \| Árabe de Valparaíso \| Valparaíso \| Valparaíso \| \| CD Humboldt \| Valparaíso \| Viña del Mar \| \| San Felipe Basket \| Valparaíso \| San Felipe \| \| CD Liceo Mixto \| Valparaíso \| San Felipe \| \| Quilpué Básquetbol \| Valparaíso \| Quilpué \| \| CD Colegio Los Leones \| Valparaíso \| Quilpué \| \| CD Villa Alemana Básquet \| Valparaíso \| Villa Alemana \| \| CD Boston College \| Metropolitana \| Maipú \| \| CD New Leaders \| Metropolitana \| Maipú \| \| CD American Style Training \| Metropolitana \| Maipú \| \| CD La Granja Básquetbol \| Metropolitana \| La Granja \| \| Stadio Italiano \| Metropolitana \| Las Condes \| \| Club Providencia \| Metropolitana \| Providencia \| \| CD Sergio Ceppi \| Metropolitana \| La Cisterna \| \| CD Brisas \| Metropolitana \| La Cisterna \| \| CD Alma Azul \| Metropolitana \| Santiago \| \| Municipal Puente Alto \| Metropolitana \| Puente Alto \| \| Mamba Club Melipilla \| Metropolitana \| Melipilla \| \| CD O´Higgins \| O'Higgins \| Rancagua \| \| CD Rancagua CAF \| O'Higgins \| Rancagua \| \| CDSB Constitución \| Maule \| Constitución \| \| Liceo Curicó \| Maule \| Curicó \| \| Truenos de Talca \| Maule \| Talca \| \| Rangers de Talca \| Maule \| Talca \| \| CD Español de Talca \| Maule \| Talca \| \| CD Universidad de Concepción \| Biobío \| Concepción \| \| CD Omega \| Biobío \| Concepción \| \| Alemán de Concepción \| Biobío \| San Pedro de la Paz \| \| CD American Junior College \| Biobío \| Coronel \| \| CD Huachipato \| Biobío \| Talcahuano \| \| CD AB Temuco \| La Araucanía \| Temuco \| \| Regional Temuco \| La Araucanía \| Temuco \| \| CD Saetas Verdes \| La Araucanía \| Temuco \| \| CD Lautaro \| La Araucanía \| Lautaro \| \| CDB La Unión \| Los Ríos \| La Unión \| \| CD Español de Osorno \| Los Lagos \| Osorno \| \| CD Escolar Alemán Puerto Varas \| Los Lagos \| Puerto Varas \| \| CEB Puerto Montt \| Los Lagos \| Puerto Montt \| \| CSD Pumas Puerto Montt \| Los Lagos \| Puerto Montt \| |               |                     |
| Equipo | Región        | Comuna o ciudad     |
| CD Lorenzo Pardo | Tarapacá      | Iquique             |
| CD Hrvatski Sokol | Antofagasta   | Antofagasta         |
| CD San Francisco | Antofagasta   | Antofagasta         |
| CA Batallón de Atacama | Atacama       | Copiapó             |
| CD Illapel Básquetbol | Coquimbo      | Illapel             |
| CD Shark´s | Coquimbo      | La Serena           |
| CD Lobos | Coquimbo      | Coquimbo            |
| Árabe de Valparaíso | Valparaíso    | Valparaíso          |
| CD Humboldt | Valparaíso    | Viña del Mar        |
| San Felipe Basket | Valparaíso    | San Felipe          |
| CD Liceo Mixto | Valparaíso    | San Felipe          |
| Quilpué Básquetbol | Valparaíso    | Quilpué             |
| CD Colegio Los Leones | Valparaíso    | Quilpué             |
| CD Villa Alemana Básquet | Valparaíso    | Villa Alemana       |
| CD Boston College | Metropolitana | Maipú               |
| CD New Leaders | Metropolitana | Maipú               |
| CD American Style Training | Metropolitana | Maipú               |
| CD La Granja Básquetbol | Metropolitana | La Granja           |
| Stadio Italiano | Metropolitana | Las Condes          |
| Club Providencia | Metropolitana | Providencia         |
| CD Sergio Ceppi | Metropolitana | La Cisterna         |
| CD Brisas | Metropolitana | La Cisterna         |
| CD Alma Azul | Metropolitana | Santiago            |
| Municipal Puente Alto | Metropolitana | Puente Alto         |
| Mamba Club Melipilla | Metropolitana | Melipilla           |
| CD O´Higgins | O'Higgins     | Rancagua            |
| CD Rancagua CAF | O'Higgins     | Rancagua            |
| CDSB Constitución | Maule         | Constitución        |
| Liceo Curicó | Maule         | Curicó              |
| Truenos de Talca | Maule         | Talca               |
| Rangers de Talca | Maule         | Talca               |
| CD Español de Talca | Maule         | Talca               |
| CD Universidad de Concepción | Biobío        | Concepción          |
| CD Omega | Biobío        | Concepción          |
| Alemán de Concepción | Biobío        | San Pedro de la Paz |
| CD American Junior College | Biobío        | Coronel             |
| CD Huachipato | Biobío        | Talcahuano          |
| CD AB Temuco | La Araucanía  | Temuco              |
| Regional Temuco | La Araucanía  | Temuco              |
| CD Saetas Verdes | La Araucanía  | Temuco              |
| CD Lautaro | La Araucanía  | Lautaro             |
| CDB La Unión | Los Ríos      | La Unión            |
| CD Español de Osorno | Los Lagos     | Osorno              |
| CD Escolar Alemán Puerto Varas | Los Lagos     | Puerto Varas        |
| CEB Puerto Montt | Los Lagos     | Puerto Montt        |
| CSD Pumas Puerto Montt | Los Lagos     | Puerto Montt        |

| AST Boston College New Leaders Stadio Italiano Club Providencia Alma Azul Ceppi Brisas La Granja Basket Municipal Puente Alto Ubicación de los clubes del Gran Santiago | San Felipe Basket Liceo Mixto Villa Alemana Básquet Colegio Los Leones Quilpué Básquetbol Humboldt Árabe Ubicación de los clubes de la Región de Valparaíso | Huachipato UdeC Omega Alemán AJC Ubicación de los clubes de la Región del Biobío |

## Tabla de Posiciones

### Grupo A[3]
| POS | EQUIPO              | PTS | PJ | PG | PP | AF  | EC  | DIF |
| --- | ------------------- | --- | -- | -- | -- | --- | --- | --- |
| 1   | CD Humboldt         | 6   | 3  | 3  | 0  | 221 | 186 | 35  |
| 2   | Colegio Los Leones  | 5   | 3  | 2  | 1  | 186 | 171 | 15  |
| 3   | Árabe de Valparaíso | 4   | 3  | 1  | 2  | 137 | 126 | 11  |
| 4   | Liceo Mixto         | 2   | 3  | 0  | 3  | 105 | 166 | -61 |

#### Fixture Grupo A[4]
| Semana 1            | Semana 1  | Semana 1           | Semana 1      | Semana 1    | Semana 1 |
| Local               | Resultado | Visita             | Gimnasio      | Fecha       | Hora     |
| ------------------- | --------- | ------------------ | ------------- | ----------- | -------- |
| Árabe de Valparaíso | 20-0      | Liceo Mixto        | Fortín Prat   | 2 de agosto | 16:00    |
| CD Humboldt         | 71-64     | Colegio Los Leones | Arena Arlegui | 3 de agosto | 18:00    |

| Semana 2           | Semana 2  | Semana 2            | Semana 2               | Semana 2    | Semana 2 |
| Local              | Resultado | Visita              | Gimnasio               | Fecha       | Hora     |
| ------------------ | --------- | ------------------- | ---------------------- | ----------- | -------- |
| Liceo Mixto        | 58-81     | CD Humboldt         | Liceo Mixto San Felipe | 9 de agosto | 15:00    |
| Colegio Los Leones | 57-53     | Árabe de Valparaíso | Colegio Los Leones     | 9 de agosto | 16:00    |

| Semana 3            | Semana 3  | Semana 3    | Semana 3           | Semana 3     | Semana 3 |
| Local               | Resultado | Visita      | Gimnasio           | Fecha        | Hora     |
| ------------------- | --------- | ----------- | ------------------ | ------------ | -------- |
| Colegio Los Leones  | 65-47     | Liceo Mixto | Colegio Los Leones | 15 de agosto | 15:00    |
| Árabe de Valparaíso | 64-69     | CD Humboldt | Fortín Prat        | 16 de agosto | 16:00    |

| Semana 4           | Semana 4  | Semana 4            | Semana 4               | Semana 4     | Semana 4 |
| Local              | Resultado | Visita              | Gimnasio               | Fecha        | Hora     |
| ------------------ | --------- | ------------------- | ---------------------- | ------------ | -------- |
| Liceo Mixto        |           | Árabe de Valparaíso | Liceo Mixto San Felipe | 22 de agosto | 20:00    |
| Colegio Los Leones |           | CD Humboldt         | Colegio Los Leones     | 23 de agosto | 13:00    |

### Grupo B[5]
| Pos | Equipo                | PTOS | PJ | PG | PP | AF  | EC  | DIF |
| --- | --------------------- | ---- | -- | -- | -- | --- | --- | --- |
| 1   | Boston College        | 6    | 3  | 3  | 0  | 195 | 169 | 26  |
| 2   | Quilpué Básquetbol    | 5    | 3  | 2  | 1  | 177 | 176 | 1   |
| 3   | Villa Alemana Básquet | 4    | 3  | 1  | 2  | 178 | 190 | -12 |
| 4   | San Felipe Basket     | 3    | 3  | 0  | 3  | 183 | 198 | -15 |

#### Fixture Grupo B[4]
| Semana 1           | Semana 1  | Semana 1              | Semana 1              | Semana 1    | Semana 1 |
| Local              | Resultado | Visita                | Gimnasio              | Fecha       | Hora     |
| ------------------ | --------- | --------------------- | --------------------- | ----------- | -------- |
| San Felipe Basket  | 67-71     | Villa Alemana Básquet | Alejandro Rivadeneira | 2 de agosto | 18:30    |
| Quilpué Básquetbol | 54-68     | Boston College        | Fortín Prat           | 2 de agosto | 19:00    |

| Semana 2              | Semana 2  | Semana 2           | Semana 2       | Semana 2    | Semana 2 |
| Local                 | Resultado | Visita             | Gimnasio       | Fecha       | Hora     |
| --------------------- | --------- | ------------------ | -------------- | ----------- | -------- |
| Boston College        | 60-54     | San Felipe Basket  | Boston College | 9 de agosto | 17:00    |
| Villa Alemana Básquet | 46-56     | Quilpué Básquetbol | Fortín Prat    | 9 de agosto | 19:30    |

| Semana 3              | Semana 3  | Semana 3          | Semana 3    | Semana 3     | Semana 3 |
| Local                 | Resultado | Visita            | Gimnasio    | Fecha        | Hora     |
| --------------------- | --------- | ----------------- | ----------- | ------------ | -------- |
| Villa Alemana Básquet | 61-67     | Boston College    | Fortín Prat | 16 de agosto | 13:00    |
| Quilpué Básquetbol    | 67-62     | San Felipe Basket | Fortín Prat | 16 de agosto | 19:00    |

| Semana 4              | Semana 4  | Semana 4           | Semana 4       | Semana 4     | Semana 4 |
| Local                 | Resultado | Visita             | Gimnasio       | Fecha        | Hora     |
| --------------------- | --------- | ------------------ | -------------- | ------------ | -------- |
| Villa Alemana Básquet |           | San Felipe Basket  | Fortín Prat    | 23 de agosto | 19:00    |
| Boston College        |           | Quilpué Básquetbol | Boston College | 23 de agosto | 20:30    |

### Grupo C[6]
| Pos | Equipo              | PTOS | PJ | PG | PP | AF  | EC  | DIF |
| --- | ------------------- | ---- | -- | -- | -- | --- | --- | --- |
| 1   | Batallón de Atacama | 6    | 3  | 3  | 0  | 146 | 103 | 43  |
| 2   | Hrvatski Sokol      | 5    | 3  | 2  | 1  | 221 | 171 | 50  |
| 3   | Lorenzo Pardo       | 4    | 3  | 1  | 2  | 173 | 201 | -28 |
| 4   | San Francisco       | 2    | 3  | 0  | 3  | 121 | 186 | -65 |

#### Fixture Grupo C[4]
| Semana 1            | Semana 1  | Semana 1      | Semana 1       | Semana 1    | Semana 1 |
| Local               | Resultado | Visita        | Gimnasio       | Fecha       | Hora     |
| ------------------- | --------- | ------------- | -------------- | ----------- | -------- |
| Hrvatski Sokol      | 75-50     | Lorenzo Pardo | Sokol          | 2 de agosto | 19:00    |
| Batallón de Atacama | 20-0      | San Francisco | Orlando Guaita | 2 de agosto | 19:00    |

| Semana 2      | Semana 2  | Semana 2            | Semana 2      | Semana 2    | Semana 2 |
| Local         | Resultado | Visita              | Gimnasio      | Fecha       | Hora     |
| ------------- | --------- | ------------------- | ------------- | ----------- | -------- |
| Lorenzo Pardo | 49-59     | Batallón de Atacama | Corona School | 9 de agosto | 18:00    |
| San Francisco | 54-92     | Hrvatski Sokol      | Sokol         | 9 de agosto | 19:00    |

| Semana 3       | Semana 3  | Semana 3            | Semana 3 | Semana 3     | Semana 3 |
| Local          | Resultado | Visita              | Gimnasio | Fecha        | Hora     |
| -------------- | --------- | ------------------- | -------- | ------------ | -------- |
| San Francisco  | 67-74     | Lorenzo Pardo       | Sokol    | 15 de agosto | 18:00    |
| Hrvatski Sokol | 54-67     | Batallón de Atacama | Sokol    | 16 de agosto | 19:00    |

| Semana 4      | Semana 4  | Semana 4            | Semana 4      | Semana 4     | Semana 4 |
| Local         | Resultado | Visita              | Gimnasio      | Fecha        | Hora     |
| ------------- | --------- | ------------------- | ------------- | ------------ | -------- |
| San Francisco |           | Batallón de Atacama | Sokol         | 23 de agosto | 18:00    |
| Lorenzo Pardo |           | Hrvatski Sokol      | Corona School | 23 de agosto | 20:30    |

### Grupo D[7]
| Pos | Equipo             | PTOS | PJ | PG | PP | AF  | EC | DIF |
| --- | ------------------ | ---- | -- | -- | -- | --- | -- | --- |
| 1   | Lobos Coquimbo     | 4    | 2  | 2  | 0  | 76  | 49 | 27  |
| 2   | The Sharks         | 3    | 2  | 1  | 1  | 107 | 97 | 10  |
| 3   | Illapel Básquetbol | 1    | 2  | 0  | 2  | 41  | 78 | -37 |

#### Fixture Grupo D[4]
| Semana 1           | Semana 1  | Semana 1       | Semana 1                 | Semana 1    | Semana 1 |
| Local              | Resultado | Visita         | Gimnasio                 | Fecha       | Hora     |
| ------------------ | --------- | -------------- | ------------------------ | ----------- | -------- |
| Illapel Básquetbol | 0-20      | Lobos Coquimbo | Polideportivo de Illapel | 3 de agosto | 18:00    |
| Libre: The Sharks  |           |                |                          |             |          |

| Semana 2                  | Semana 2  | Semana 2   | Semana 2                      | Semana 2    | Semana 2 |
| Local                     | Resultado | Visita     | Gimnasio                      | Fecha       | Hora     |
| ------------------------- | --------- | ---------- | ----------------------------- | ----------- | -------- |
| Lobos Coquimbo            | 56-49     | The Sharks | Techado Municipal de Coquimbo | 9 de agosto | 18:00    |
| Libre: Illapel Básquetbol |           |            |                               |             |          |

| Semana 3              | Semana 3  | Semana 3           | Semana 3      | Semana 3     | Semana 3 |
| Local                 | Resultado | Visita             | Gimnasio      | Fecha        | Hora     |
| --------------------- | --------- | ------------------ | ------------- | ------------ | -------- |
| The Sharks            | 58-41     | Illapel Básquetbol | José Iglesias | 17 de agosto | 18:00    |
| Libre: Lobos Coquimbo |           |                    |               |              |          |

| Semana 4          | Semana 4  | Semana 4           | Semana 4                      | Semana 4     | Semana 4 |
| Local             | Resultado | Visita             | Gimnasio                      | Fecha        | Hora     |
| ----------------- | --------- | ------------------ | ----------------------------- | ------------ | -------- |
| Lobos Coquimbo    |           | Illapel Básquetbol | Techado Municipal de Coquimbo | 23 de agosto | 20:00    |
| Libre: The Sharks |           |                    |                               |              |          |

### Grupo E[8]
| Pos | Equipo           | PTOS | PJ | PG | PP | AF  | EC  | DIF |
| --- | ---------------- | ---- | -- | -- | -- | --- | --- | --- |
| 1   | Stadio Italiano  | 6    | 3  | 3  | 0  | 260 | 187 | 73  |
| 2   | New Leaders      | 5    | 3  | 2  | 1  | 239 | 224 | 15  |
| 3   | Club Brisas      | 4    | 3  | 1  | 2  | 224 | 227 | -3  |
| 4   | La Granja Basket | 3    | 3  | 0  | 3  | 177 | 262 | -85 |

#### Fixture Grupo E[4]
| Semana 1        | Semana 1  | Semana 1         | Semana 1        | Semana 1    | Semana 1 |
| Local           | Resultado | Visita           | Gimnasio        | Fecha       | Hora     |
| --------------- | --------- | ---------------- | --------------- | ----------- | -------- |
| Stadio Italiano | 81-74     | New Leaders      | Stadio Italiano | 2 de agosto | 19:15    |
| Club Brisas     | 84-61     | La Granja Basket | Club Brisas     | 2 de agosto | 20:00    |

| Semana 2        | Semana 2  | Semana 2         | Semana 2          | Semana 2     | Semana 2 |
| Local           | Resultado | Visita           | Gimnasio          | Fecha        | Hora     |
| --------------- | --------- | ---------------- | ----------------- | ------------ | -------- |
| Stadio Italiano | 93-45     | La Granja Basket | Stadio Italiano   | 9 de agosto  | 19:00    |
| New Leaders     | 80-72     | Club Brisas      | Fernando González | 10 de agosto | 18:00    |

| Semana 3         | Semana 3  | Semana 3    | Semana 3                     | Semana 3     | Semana 3 |
| Local            | Resultado | Visita      | Gimnasio                     | Fecha        | Hora     |
| ---------------- | --------- | ----------- | ---------------------------- | ------------ | -------- |
| La Granja Basket | 71-85     | New Leaders | Centro de Deportes La Granja | 17 de agosto | 16:00    |
| Stadio Italiano  | 86-68     | Club Brisas | Stadio Italiano              | 17 de agosto | 18:00    |

| Semana 4         | Semana 4  | Semana 4        | Semana 4                     | Semana 4     | Semana 4 |
| Local            | Resultado | Visita          | Gimnasio                     | Fecha        | Hora     |
| ---------------- | --------- | --------------- | ---------------------------- | ------------ | -------- |
| New Leaders      |           | Stadio Italiano | Fernando González            | 24 de agosto | 18:00    |
| La Granja Basket |           | Club Brisas     | Centro de Deportes La Granja | 24 de agosto | 19:00    |

### Grupo F[9]
| Pos | Equipo                  | PTOS | PJ | PG | PP | AF  | EC  | DIF |
| --- | ----------------------- | ---- | -- | -- | -- | --- | --- | --- |
| 1   | Selección Chile U17     | 4    | 2  | 2  | 0  | 147 | 87  | 60  |
| 2   | Club Providencia        | 3    | 2  | 1  | 1  | 104 | 106 | -2  |
| 3   | American Style Training | 2    | 2  | 0  | 2  | 98  | 156 | -58 |

#### Fixture Grupo F[4]
| Semana 1                       | Semana 1  | Semana 1            | Semana 1     | Semana 1    | Semana 1 |
| Local                          | Resultado | Visita              | Gimnasio     | Fecha       | Hora     |
| ------------------------------ | --------- | ------------------- | ------------ | ----------- | -------- |
| Club Providencia               | 41-54     | Selección Chile U17 | El Aguilucho | 2 de agosto | 17:00    |
| Libre: American Style Training |           |                     |              |             |          |

| Semana 2                   | Semana 2  | Semana 2         | Semana 2                    | Semana 2     | Semana 2 |
| Local                      | Resultado | Visita           | Gimnasio                    | Fecha        | Hora     |
| -------------------------- | --------- | ---------------- | --------------------------- | ------------ | -------- |
| American Style Training    | 52-63     | Club Providencia | Polideportivo Martín Vargas | 10 de agosto | 19:30    |
| Libre: Selección Chile U17 |           |                  |                             |              |          |

| Semana 3                | Semana 3  | Semana 3                | Semana 3                     | Semana 3     | Semana 3 |
| Local                   | Resultado | Visita                  | Gimnasio                     | Fecha        | Hora     |
| ----------------------- | --------- | ----------------------- | ---------------------------- | ------------ | -------- |
| Selección Chile U17     | 93-46     | American Style Training | Edificio Deportes Colectivos | 14 de agosto | 20:00    |
| Libre: Club Providencia |           |                         |                              |              |          |

| Semana 4                       | Semana 4  | Semana 4         | Semana 4                     | Semana 4     | Semana 4 |
| Local                          | Resultado | Visita           | Gimnasio                     | Fecha        | Hora     |
| ------------------------------ | --------- | ---------------- | ---------------------------- | ------------ | -------- |
| Selección Chile U17            |           | Club Providencia | Edificio Deportes Colectivos | 21 de agosto | 20:00    |
| Libre: American Style Training |           |                  |                              |              |          |

### Grupo G[10]
| Pos | Equipo                | PTOS | PJ | PG | PP | AF  | EC  | DIF  |
| --- | --------------------- | ---- | -- | -- | -- | --- | --- | ---- |
| 1   | Sergio Ceppi          | 5    | 3  | 2  | 1  | 239 | 172 | 67   |
| 2   | Municipal Puente Alto | 5    | 3  | 2  | 1  | 217 | 173 | 44   |
| 3   | Alma Azul             | 5    | 3  | 2  | 1  | 220 | 204 | 16   |
| 4   | Mamba Club Melipilla  | 3    | 3  | 0  | 3  | 112 | 239 | -127 |

#### Fixture Grupo G[4]
| Semana 1             | Semana 1  | Semana 1              | Semana 1               | Semana 1    | Semana 1 |
| Local                | Resultado | Visita                | Gimnasio               | Fecha       | Hora     |
| -------------------- | --------- | --------------------- | ---------------------- | ----------- | -------- |
| Alma Azul            | 87-83     | Sergio Ceppi          | Verbo Divino           | 2 de agosto | 15:00    |
| Mamba Club Melipilla | 38-85     | Municipal Puente Alto | Alberto González Godoy | 2 de agosto | 18:00    |

| Semana 2             | Semana 2  | Semana 2              | Semana 2               | Semana 2    | Semana 2 |
| Local                | Resultado | Visita                | Gimnasio               | Fecha       | Hora     |
| -------------------- | --------- | --------------------- | ---------------------- | ----------- | -------- |
| Mamba Club Melipilla | 44-64     | Alma Azul             | Alberto González Godoy | 9 de agosto | 18:00    |
| Sergio Ceppi         | 66-55     | Municipal Puente Alto | Sergio Ceppi           | 9 de agosto | 20:30    |

| Semana 3              | Semana 3  | Semana 3             | Semana 3                  | Semana 3     | Semana 3 |
| Local                 | Resultado | Visita               | Gimnasio                  | Fecha        | Hora     |
| --------------------- | --------- | -------------------- | ------------------------- | ------------ | -------- |
| Sergio Ceppi          | 90-30     | Mamba Club Melipilla | Sergio Ceppi              | 16 de agosto | 18:00    |
| Municipal Puente Alto | 77-69     | Alma Azul            | Municipal Irene Velásquez | 17 de agosto | 19:30    |

| Semana 4              | Semana 4  | Semana 4             | Semana 4                  | Semana 4     | Semana 4 |
| Local                 | Resultado | Visita               | Gimnasio                  | Fecha        | Hora     |
| --------------------- | --------- | -------------------- | ------------------------- | ------------ | -------- |
| Municipal Puente Alto |           | Mamba Club Melipilla | Municipal Irene Velásquez | 23 de agosto | 15:00    |
| Sergio Ceppi          |           | Alma Azul            | Sergio Ceppi              | 23 de agosto | 17:40    |

### Grupo H[11]
| Pos | Equipo           | PTOS | PJ | PG | PP | AF  | EC  | DIF |
| --- | ---------------- | ---- | -- | -- | -- | --- | --- | --- |
| 1   | Liceo de Curicó  | 6    | 3  | 3  | 0  | 196 | 158 | 38  |
| 2   | Rangers de Talca | 5    | 3  | 2  | 1  | 193 | 192 | 1   |
| 3   | Rancagua CAF     | 4    | 3  | 1  | 2  | 173 | 183 | -10 |
| 4   | O´Higgins        | 3    | 3  | 0  | 3  | 178 | 207 | -29 |

#### Fixture Grupo H[4]
| Semana 1        | Semana 1  | Semana 1         | Semana 1                  | Semana 1    | Semana 1 |
| Local           | Resultado | Visita           | Gimnasio                  | Fecha       | Hora     |
| --------------- | --------- | ---------------- | ------------------------- | ----------- | -------- |
| Liceo de Curicó | 72-50     | Rangers de Talca | Abraham Milad             | 3 de agosto | 17:00    |
| Rancagua CAF    | 67-56     | O´Higgins        | Asoc. Básquetbol Rancagua | 3 de agosto | 20:00    |

| Semana 2         | Semana 2  | Semana 2        | Semana 2                  | Semana 2    | Semana 2 |
| Local            | Resultado | Visita          | Gimnasio                  | Fecha       | Hora     |
| ---------------- | --------- | --------------- | ------------------------- | ----------- | -------- |
| Rangers de Talca | 74-56     | Rancagua CAF    | Cendyr Sur                | 9 de agosto | 15:00    |
| O´Higgins        | 58-71     | Liceo de Curicó | Asoc. Básquetbol Rancagua | 9 de agosto | 19:00    |

| Semana 3        | Semana 3  | Semana 3         | Semana 3                  | Semana 3     | Semana 3 |
| Local           | Resultado | Visita           | Gimnasio                  | Fecha        | Hora     |
| --------------- | --------- | ---------------- | ------------------------- | ------------ | -------- |
| O´Higgins       | 64-69     | Rangers de Talca | Asoc. Básquetbol Rancagua | 16 de agosto | 19:00    |
| Liceo de Curicó | 53-50     | Rancagua CAF     | Abraham Milad             | 16 de agosto | 20:00    |

| Semana 4         | Semana 4  | Semana 4        | Semana 4                  | Semana 4     | Semana 4 |
| Local            | Resultado | Visita          | Gimnasio                  | Fecha        | Hora     |
| ---------------- | --------- | --------------- | ------------------------- | ------------ | -------- |
| Rangers de Talca |           | Liceo de Curicó | Manuel Herrera Blanco     | 23 de agosto | 15:00    |
| O´Higgins        |           | Rancagua CAF    | Asoc. Básquetbol Rancagua | 23 de agosto | 19:00    |

### Grupo I[12]
| Pos | Equipo                    | PTOS | PJ | PG | PP | AF  | EC  | DIF |
| --- | ------------------------- | ---- | -- | -- | -- | --- | --- | --- |
| 1   | Universidad de Concepción | 6    | 3  | 3  | 0  | 236 | 159 | 77  |
| 2   | Truenos de Talca          | 5    | 3  | 2  | 1  | 167 | 165 | 2   |
| 3   | Constitución CDSB         | 4    | 3  | 1  | 2  | 181 | 176 | 5   |
| 4   | Español de Talca          | 3    | 3  | 0  | 3  | 153 | 237 | -84 |

#### Fixture Grupo I[4]
| Semana 1         | Semana 1  | Semana 1                  | Semana 1   | Semana 1    | Semana 1 |
| Local            | Resultado | Visita                    | Gimnasio   | Fecha       | Hora     |
| ---------------- | --------- | ------------------------- | ---------- | ----------- | -------- |
| Truenos de Talca | 48-65     | Universidad de Concepción | Cendyr Sur | 2 de agosto | 16:00    |
| Español de Talca | 49-74     | Constitución CDSB         | Cendyr Sur | 2 de agosto | 20:00    |

| Semana 2                  | Semana 2  | Semana 2         | Semana 2            | Semana 2     | Semana 2 |
| Local                     | Resultado | Visita           | Gimnasio            | Fecha        | Hora     |
| ------------------------- | --------- | ---------------- | ------------------- | ------------ | -------- |
| Constitución CDSB         | 52-57     | Truenos de Talca | Enrique Donn Müller | 10 de agosto | 17:00    |
| Universidad de Concepción | 101-56    | Español de Talca | Casa del Deporte    | 10 de agosto | 18:00    |

| Semana 3          | Semana 3  | Semana 3                  | Semana 3              | Semana 3     | Semana 3 |
| Local             | Resultado | Visita                    | Gimnasio              | Fecha        | Hora     |
| ----------------- | --------- | ------------------------- | --------------------- | ------------ | -------- |
| Truenos de Talca  | 62-48     | Español de Talca          | Manuel Herrera Blanco | 16 de agosto | 16:00    |
| Constitución CDSB | 55-70     | Universidad de Concepción | Enrique Donn Müller   | 16 de agosto | 16:00    |

| Semana 4                  | Semana 4  | Semana 4         | Semana 4            | Semana 4     | Semana 4 |
| Local                     | Resultado | Visita           | Gimnasio            | Fecha        | Hora     |
| ------------------------- | --------- | ---------------- | ------------------- | ------------ | -------- |
| Constitución CDSB         |           | Español de Talca | Enrique Donn Müller | 24 de agosto | 16:00    |
| Universidad de Concepción |           | Truenos de Talca | Casa del Deporte    | 24 de agosto | 17:00    |

### Grupo J[13]
| Pos | Equipo                  | PTOS | PJ | PG | PP | AF  | EC  | DIF  |
| --- | ----------------------- | ---- | -- | -- | -- | --- | --- | ---- |
| 1   | CD Omega                | 6    | 3  | 3  | 0  | 223 | 159 | 64   |
| 2   | Alemán de Concepción    | 5    | 3  | 2  | 1  | 208 | 154 | 54   |
| 3   | CD Huachipato           | 4    | 3  | 1  | 2  | 171 | 181 | -10  |
| 4   | American Junior College | 3    | 3  | 0  | 3  | 146 | 254 | -108 |

#### Fixture Grupo J[4]
| Semana 1             | Semana 1  | Semana 1                | Semana 1                  | Semana 1    | Semana 1 |
| Local                | Resultado | Visita                  | Gimnasio                  | Fecha       | Hora     |
| -------------------- | --------- | ----------------------- | ------------------------- | ----------- | -------- |
| Alemán de Concepción | 84-53     | American Junior College | Polideportivo Alemán Otto | 2 de agosto | 20:00    |
| CD Huachipato        | 56-67     | CD Omega                | CAP Huachipato            | 3 de agosto | 12:00    |

| Semana 2                | Semana 2  | Semana 2             | Semana 2                      | Semana 2     | Semana 2 |
| Local                   | Resultado | Visita               | Gimnasio                      | Fecha        | Hora     |
| ----------------------- | --------- | -------------------- | ----------------------------- | ------------ | -------- |
| CD Omega                | 64-59     | Alemán de Concepción | UC de la Santísima Concepción | 9 de agosto  | 19:00    |
| American Junior College | 49-78     | CD Huachipato        | Colegio San Ignacio           | 10 de agosto | 16:30    |

| Semana 3             | Semana 3  | Semana 3                | Semana 3                      | Semana 3     | Semana 3 |
| Local                | Resultado | Visita                  | Gimnasio                      | Fecha        | Hora     |
| -------------------- | --------- | ----------------------- | ----------------------------- | ------------ | -------- |
| Alemán de Concepción | 65-37     | CD Huachipato           | Polideportivo Alemán Otto     | 16 de agosto | 18:30    |
| CD Omega             | 92-44     | American Junior College | UC de la Santísima Concepción | 16 de agosto | 19:00    |

| Semana 4                | Semana 4  | Semana 4             | Semana 4                      | Semana 4     | Semana 4 |
| Local                   | Resultado | Visita               | Gimnasio                      | Fecha        | Hora     |
| ----------------------- | --------- | -------------------- | ----------------------------- | ------------ | -------- |
| CD Omega                |           | CD Huachipato        | UC de la Santísima Concepción | 23 de agosto | 19:30    |
| American Junior College |           | Alemán de Concepción | Colegio San Ignacio           | 24 de agosto | 16:00    |

### Grupo K[14]
| Pos | Equipo          | PTOS | PJ | PG | PP | AF  | EC  | DIF |
| --- | --------------- | ---- | -- | -- | -- | --- | --- | --- |
| 1   | CEB Temuco      | 5    | 3  | 2  | 1  | 216 | 175 | 41  |
| 2   | CD Lautaro      | 5    | 3  | 2  | 1  | 269 | 178 | 91  |
| 3   | Regional Temuco | 4    | 3  | 1  | 2  | 119 | 201 | -82 |
| 4   | Saetas Verdes   | 3    | 3  | 1  | 2  | 110 | 160 | -50 |

#### Fixture Grupo K[4]
| Semana 1        | Semana 1  | Semana 1      | Semana 1         | Semana 1    | Semana 1 |
| Local           | Resultado | Visita        | Gimnasio         | Fecha       | Hora     |
| --------------- | --------- | ------------- | ---------------- | ----------- | -------- |
| Regional Temuco | 20-0      | Saetas Verdes | Coliseo Autónoma | 3 de agosto | 15:00    |
| CEB Temuco      | 73-71     | CD Lautaro    | CEB Temuco       | 3 de agosto | 18:00    |

| Semana 2   | Semana 2  | Semana 2        | Semana 2      | Semana 2    | Semana 2 |
| Local      | Resultado | Visita          | Gimnasio      | Fecha       | Hora     |
| ---------- | --------- | --------------- | ------------- | ----------- | -------- |
| CEB Temuco | 53-57     | Saetas Verdes   | CEB Temuco    | 8 de agosto | 18:30    |
| CD Lautaro | 111-52    | Regional Temuco | Toqui Lautaro | 9 de agosto | 19:00    |

| Semana 3        | Semana 3  | Semana 3      | Semana 3         | Semana 3     | Semana 3 |
| Local           | Resultado | Visita        | Gimnasio         | Fecha        | Hora     |
| --------------- | --------- | ------------- | ---------------- | ------------ | -------- |
| CD Lautaro      | 87-53     | Saetas Verdes | Toqui Lautaro    | 16 de agosto | 19:00    |
| Regional Temuco | 47-90     | CEB Temuco    | Coliseo Autónoma | 16 de agosto | 19:00    |

| Semana 4      | Semana 4  | Semana 4        | Semana 4         | Semana 4     | Semana 4 |
| Local         | Resultado | Visita          | Gimnasio         | Fecha        | Hora     |
| ------------- | --------- | --------------- | ---------------- | ------------ | -------- |
| CD Lautaro    |           | CEB Temuco      | Toqui Lautaro    | 23 de agosto | 19:00    |
| Saetas Verdes |           | Regional Temuco | Coliseo Autónoma | 24 de agosto | 19:00    |

### Grupo L[15]
| Pos | Equipo             | PTOS | PJ | PG | PP | AF  | EC  | DIF |
| --- | ------------------ | ---- | -- | -- | -- | --- | --- | --- |
| 1   | CDB La Unión       | 8    | 4  | 4  | 0  | 309 | 219 | 90  |
| 2   | Español de Osorno  | 7    | 4  | 3  | 1  | 339 | 274 | 65  |
| 3   | Escolar Alemán PV  | 6    | 4  | 2  | 2  | 277 | 273 | 4   |
| 4   | CEB Puerto Montt   | 5    | 4  | 1  | 3  | 187 | 261 | -74 |
| 5   | Pumas Puerto Montt | 3    | 4  | 0  | 4  | 199 | 284 | -85 |

#### Fixture Grupo L[4]
| Semana 1                 | Semana 1  | Semana 1           | Semana 1                 | Semana 1    | Semana 1 |
| Local                    | Resultado | Visita             | Gimnasio                 | Fecha       | Hora     |
| ------------------------ | --------- | ------------------ | ------------------------ | ----------- | -------- |
| CEB Puerto Montt         | 43-88     | CDB La Unión       | Municipal Mario Marchant | 2 de agosto | 19:30    |
| Escolar Alemán PV        | 97-62     | Pumas Puerto Montt | Fiscal de Puerto Varas   | 3 de agosto | 19:00    |
| Libre: Español de Osorno |           |                    |                          |             |          |

| Semana 2                  | Semana 2  | Semana 2          | Semana 2               | Semana 2     | Semana 2 |
| Local                     | Resultado | Visita            | Gimnasio               | Fecha        | Hora     |
| ------------------------- | --------- | ----------------- | ---------------------- | ------------ | -------- |
| CDB La Unión              | 57-37     | Escolar Alemán PV | Municipal La Unión     | 9 de agosto  | 18:00    |
| Español de Osorno         | 94-64     | CEB Puerto Montt  | Español                | 9 de agosto  | 18:00    |
| Escolar Alemán PV         | 64-94     | Español de Osorno | Fiscal de Puerto Varas | 10 de agosto | 16:00    |
| Libre: Pumas Puerto Montt |           |                   |                        |              |          |

| Semana 3           | Semana 3  | Semana 3           | Semana 3                 | Semana 3     | Semana 3 |
| Local              | Resultado | Visita             | Gimnasio                 | Fecha        | Hora     |
| ------------------ | --------- | ------------------ | ------------------------ | ------------ | -------- |
| Pumas Puerto Montt | 69-86     | CDB La Unión       | Municipal Mario Marchant | 15 de agosto | 19:00    |
| Español de Osorno  | 81-68     | Pumas Puerto Montt | Español                  | 16 de agosto | 18:00    |
| Escolar Alemán PV  | 79-60     | CEB Puerto Montt   | Fiscal de Puerto Varas   | 16 de agosto | 20:30    |
| CDB La Unión       | 78-70     | Español de Osorno  | Municipal La Unión       | 17 de agosto | 18:00    |
| Pumas Puerto Montt | 0-20      | CEB Puerto Montt   | Municipal Mario Marchant | 17 de agosto | 20:00    |

| Semana 4           | Semana 4  | Semana 4          | Semana 4                 | Semana 4     | Semana 4 |
| Local              | Resultado | Visita            | Gimnasio                 | Fecha        | Hora     |
| ------------------ | --------- | ----------------- | ------------------------ | ------------ | -------- |
| Escolar Alemán PV  |           | CDB La Unión      | Fiscal de Puerto Varas   | 23 de agosto | 17:00    |
| CEB Puerto Montt   |           | Español de Osorno | Municipal Mario Marchant | 23 de agosto | 20:00    |
| CDB La Unión       |           | CEB Puerto Montt  | Municipal La Unión       | 24 de agosto | 18:00    |
| Pumas Puerto Montt |           | Escolar Alemán PV | Municipal Mario Marchant | 24 de agosto | 19:00    |